# Cho Yoon-woo
Cho Yoon-woo (hangul: 조윤우; ur. 27 lipca 1991) – południowokoreański aktor. Cho zadebiutował w 2011 roku w serialu telewizyjnym Kkonminam ramyeongage.
Cho Yoon-woo jest absolwentem Dong-Ah Institute of Media and Arts.

## Filmografia

### Filmy
| Rok  | Tytuł            | Rola     |
| ---- | ---------------- | -------- |
| 2014 | Madam bbaengdeok |          |
| 2015 | Eunmilhan yuhok  | Jin-seob |

### Telewizja
| Rok  | Tytuł                                                                | Rola                         | Stacja telewizyjna |
| ---- | -------------------------------------------------------------------- | ---------------------------- | ------------------ |
| 2011 | Kkonminam ramyeongage                                                | Woo Hyun-woo                 | tvN                |
| 2012 | Drama Special: Botong-ui yeon-ae                                     | młody Han Jae-kwang          | KBS2               |
| 2012 | K-Pop - choegang seobaibeol                                          | Han Dong-woo                 | Channel A          |
| 2013 | Yawang                                                               | partner Ha Ryu (odc. 2-3)    | SBS                |
| 2013 | Yeon-aejojakdan: Cyrano                                              | Do Ah-rang                   | tvN                |
| 2013 | Motnani juuibo                                                       | Lee Dong-woo                 | SBS                |
| 2013 | Spadkobiercy – Ten, kto chce nosić koronę, musi udźwignąć jej ciężar | Moon Joon-young              | SBS                |
| 2014 | Hotel King                                                           | Yoo Joo-min (cameo, odc. 17) | MBC                |
| 2014 | Eomma-ui seontaeg                                                    | Kim Kyung-joon               | SBS                |
| 2014 | Naeildo kantabille                                                   | Lee Jae-yong                 | KBS2               |
| 2015 | Gamyeon                                                              | Oh Chang-soo                 | SBS                |
| 2015 | Dangsineul jumun hamnida                                             | Nam Soo-ri                   | SBS Plus           |
| 2016 | Puck!                                                                | Jung Pal-bong                | SBS                |
| 2016 | Hwarang                                                              | Yeo-wool                     | KBS2               |
| 2017 | Eonnineun sal-aissda                                                 | Goo Se-joon                  | SBS                |